# Lutzomyia octavioi
Lutzomyia octavioi är en tvåvingeart som först beskrevs av Vargas L. 1949.  Lutzomyia octavioi ingår i släktet Lutzomyia och familjen fjärilsmyggor. Inga underarter finns listade i Catalogue of Life.